# Zemplínska Nová Ves
Zemplínska Nová Ves (Hongaars: Zemplénújfalu) is een Slowaakse gemeente in de regio Košice, en maakt deel uit van het district Trebišov.
Zemplínska Nová Ves telt 939 inwoners.